# Templo de Mente
Templo de Mente (em latim: Aedes Mentis) era um templo da Roma Antiga dedicado à deusa Mente, invocada em momentos de grande perigo para o estado, e que ficava no monte Capitolino, do lado do Templo da Vênus Ericina, do qual era separado por uma estreita passagem. Nada restou da estrutura.

## História
Segundo Lívio, em 217 a.C., depois da derrota na Batalha do Lago Trasimeno para as forças cartaginesas de Aníbal, o ditador Quinto Fábio Máximo Verrugoso, depois de consultar os Livros Sibilinos, jurou construir um templo dedicado à Vênus Ericina e o pretor Tito Otacílio Crasso jurou construir um outro, dedicado à deusa Mente. Ambos foram inaugurados em 8 de junho de 215 a.C. pelos duúnviros encarregados: Fábio Máximo dedicou o templo de Vênus e Otacílio, o de Mente.
O templo de Mente provavelmente foi restaurado por Marco Emílio Escauro, cônsul em 115 a.C., naquele mesmo ano ou no ano seguinte à sua campanha de 107 a.C. contra os cimbros.
Em 193, o imperador Pertinax cunhou uma moeda com a efígie de Mente em pé com a coroa de Laetitia (Ceres) e o cetro de Juno, atributos da inteligência política e militar respectivamente, com o texto "Menti Laudandae.

## Descrição
O Templo de Mente ficava no monte Capitolino, no ângulo sudeste, dominando a Rocha Tarpeia, em uma área densamente edificada com edifícios religiosos, bem ao lado do Templo da Vênus Ericina e separado dele por um canal de escoamento de água.

## Localização
| Planimetria do Capitólio antigo |
| --- |
| Area capitolina Arx Fórum Romano Fóruns imperiais Velabro Templo de Júpiter Capitolino Tabulário Templo de Juno Moneta Teatro de Marcelo Fórum Holitório Templo de Belona Templo de Júpiter Ferétrio Templo de Vejóvis Auguráculo Iseu Templo de Júpiter Guardião (?) Templo da Concórdia (?) Templo de Júpiter Conservador Cabana de Rômulo Altar Templo Tensário Templo de Júpiter Tonante Clivo Capitolino "Cem Passos" Porta Pandana Templo de Jano Templo de Juno Sóspita Templo de Esperança Templo de Augusto Asilo "Entre Dois Bosques" Vico Jugário Campo de Marte Pórtico dos Deuses Harmoniosos Templo de Vespasiano Templo da Concórdia Tuliano Clivo Argentário Templo de Vênus Ericina Templo de Mente (?) Templo de Fides (?) Templo de Ops (?) Arco de Cipíão Templo de Saturno Basílica Júlia |